# Jephtah's Daughter: A Biblical Tragedy
Jephtah's Daughter: A Biblical Tragedy è un cortometraggio muto del 1909 diretto da J. Stuart Blackton che venne sceneggiato da Madison C. Peters e interpretato da Annette Kellerman.

## Produzione
Il film fu prodotto dalla Vitagraph Company of America.

## Distribuzione
Distribuito dalla Vitagraph Company of America, il film - un cortometraggio in una bobina - uscì nelle sale cinematografiche statunitensi il 22 maggio 1909. Nelle proiezioni, veniva programmato con il sistema dello split reel, accorpato in un'unica bobina con un altro cortometraggio prodotto dalla Vitagraph, The Judgment of Solomon.
Copia della pellicola viene conservata negli archivi londinesi del National Film and Television Archive of the British Film Institute.